# Piazza Sennaja
Piazza Sennaja (in russo Сенна́я пло́щадь?, Sennaja Ploščad', ovvero piazza del fieno) è una grande piazza situata nel centro di San Pietroburgo, in Russia. Si trova all'incrocio di due importanti strade: via Sadovaja e Moskovskij prospekt.

## Storia
Nel 1753 i commercianti del luogo commissionarono la costruzione della chiesa dell'Assunzione della Madre di Dio, costruita in stile barocco. All'interno della piazza si trova una ex guardina, dove fu brevemente detenuto, fra gli altri, Fëdor Dostoevskij.
Nel 1952 Iosif Stalin cambiò il nome della piazza in Piazza Mira (piazza della pace). Nel 1961, all'apice della campagna antireligiosa di Nikita Chruščëv, la chiesa venne demolita; in seguito venne edificata una cappella sul sito dove si ergeva per preservarne la memoria. Nel 1992 venne ripristinato il nome originale della piazza.

## Trasporti
La piazza è servita da tre stazioni della metropolitana di San Pietroburgo: l'omonima Sennaja Ploščad', Spasskaja e Sadovaja. Inoltre sono presenti fermate di autobus e maršrutka. Fino al 2010 era anche servita da una linea di tram; una parte del tracciato dei binari è stata mantenuta per ragioni storiche.